# Resistenza norvegese
La Resistenza norvegese durante la seconda guerra mondiale all'occupante nazista fu attiva dal 1940 al 1945.

## Caratteristiche
Si manifestò in molteplici attività:
- Sostegno alla legittimità del governo norvegese in esilio, e di conseguenza mancanza di legittimità del regime di Vidkun Quisling e dell'amministrazione del reichskommissar Josef Terboven.
- La difesa iniziale della Norvegia meridionale, che fu in larga parte disorganizzata, ma diede tempo al governo norvegese di evitare la cattura.
- La difesa e contrattacco militare, maggiormente organizzata nelle regioni della Norvegia occidentale e settentrionale, finalizzata ad assicurarsi posizioni strategiche e all'evacuazione del governo.
- Resistenza armata, nelle forme del sabotaggio, dei raid dei commando e altre operazioni speciali durante l'occupazione.
- Disobbedienza civile e resistenza passiva.

## Il sostegno del governo norvegese in esilio
Il governo norvegese del Primo Ministro Johan Nygaardsvold, con l'eccezione del ministro degli esteri Halvdan Koht e del ministro della difesa Birger Ljungberg, fu colto di sorpresa quando divenne chiaro nelle prime ore del 9 aprile 1940 che la Germania nazista aveva lanciato l'invasione della Norvegia. Sebbene una parte della riserva aurea del paese fosse già stata portata via da Oslo, non esistevano piani da poter attuare in caso di invasione nemica.
Impreparato, anche se non avrebbe dovuto esserlo, il governo norvegese non aveva nessuna intenzione di capitolare all'ultimatum che sarebbe scaduto all'arrivo delle truppe tedesche e consegnato da Curt Bräuer, ambasciatore tedesco a Oslo. La richiesta tedesca che la Norvegia accettasse la "protezione del Reich" fu respinta da Koht e dal governo norvegese prima che l'alba rischiarasse il mattino dell'invasione.
Vi gir oss ikke frivillig, kampen er allerede i gang, replicò Koht ("Non ci sottometteremo volontariamente; la lotta è già iniziata").
Anticipando gli sforzi tedeschi per catturare il governo, l'intero parlamento norvegese, il re Haakon VII di Norvegia con tutta la famiglia reale e il governo evacuarono frettolosamente Oslo in treno e in auto trasferendosi prima a Hamar e poi a Elverum, dove fu convocata una sessione straordinaria del parlamento. Grazie alla presenza di spirito del presidente del parlamento Carl Johan Hambro, lo Storting approvò un provvedimento d'emergenza (noto come Autorizzazione di Elverum) che dette la piena autorità al re e al governo fino a che lo Storting non si fosse di nuovo riunito.
Questo dette al re e al governo l'autorità costituzionale per rifiutare l'ultimatum dell'emissario tedesco Curt Bräuer. Sebbene ci fossero stati diversi tentativi dei tedeschi di catturare o uccidere re Haakon e i membri del governo norvegese, essi riuscirono a scamparli e viaggiarono attraverso le remote regioni dell'interno fino a lasciare il paese per raggiungere Londra il 7 giugno, imbarcandosi sull'incrociatore HMS Devonshire.
Assicurando la legittimità costituzionale al governo norvegese si minò alla base qualsiasi tentativo di Vidkun Quisling di rivendicare il governo per sé. Dopo che Quisling ebbe proclamato la propria assunzione del governo di Norvegia, diversi membri della Corte Suprema presero l'iniziativa di istituire un Consiglio Amministrativo (Administrasjonsrådet) nel tentativo di fermarlo. Ciò fu però considerata un'iniziativa controversa, e infatti il legittimo governo norvegese rifiutò di appoggiare tale consiglio, mentre le autorità tedesche semplicemente lo sciolsero.

## La difesa iniziale
Dopo aver seguito per lungo tempo una politica di disarmo in seguito alla prima guerra mondiale, le forze armate norvegesi arrivarono alla fine degli anni trenta senza riserve e senza addestramento, sebbene alcuni politici dei vari schieramenti avessero richiesto il rafforzamento delle capacità difensive nazionali. Il risultato fu che le forze situate nella Norvegia meridionale furono largamente impreparate ad affrontare l'invasione e che i tedeschi sbarcando in Norvegia trovarono ben poca resistenza
Una notevole eccezione fu l'affondamento dell'incrociatore tedesco Blücher da parte della fortezza Oscarsborg a Drøbak in un punto dove il fiordo di Oslo si restringe, che ritardò la cattura di Oslo quel tanto che permise al governo di fuggire dalla capitale.
Ci furono anche casi di coraggiosa difesa in altre località, come per esempio Midtskogen, ma furono in gran parte il risultato di azioni improvvisate di unità militari isolate e di volontari irregolari. Gli scontri ritardarono l'avanzata tedesca di diversi giorni, permettendo al governo norvegese di evitare la cattura e portare a termine le procedure costituzionali critiche.

## I contrattacchi
Diverse unità militari norvegesi che erano state mobilitate come misura precauzionale nella Norvegia settentrionale durante la Guerra d'inverno, in cooperazione con le forze polacche e britanniche lanciarono diversi contrattacchi con un certo successo. Le forze alleate ebbero diversi successi nella Norvegia settentrionale, ma furono in seguito ritirate per essere impiegate nella inutile difesa della Francia. Quando cadde anche la Norvegia settentrionale, il governo norvegese era già riuscito a fuggire insieme alla famiglia reale, ed a mantenere la legittimità costituzionale in esilio, entrando a far parte dello schieramento alleato.
A Londra il governo aggregò le truppe norvegesi evacuate dal paese a quelle alleate, ed ordinò alla marina mercantile di aiutarli nei trasporti; per facilitare le cose le navi furono poste sotto il controllo dell'organizzazione Nortraship, a quel tempo la maggior organizzazione mondiale di spedizioni. Fu inoltre causa di apprensione per i capi nazisti il fatto che gli Alleati potessero tentare di riprendere la Norvegia per togliere alle unità navali tedesche l'accesso all'Atlantico settentrionale, costringendo così la Germania ad impegnare in Norvegia diverse centinaia di migliaia di soldati che altrimenti avrebbero potuto essere impegnate su altri fronti.
Una base addestrativa venne creata in Canada, vicino Halifax, denominata Camp Norway, per selezionare ed addestrare equipaggi marittimi e personale militare che servisse sulle navi, particolarmente le baleniere usate come pattugliatori e dragamine, anche se inizialmente ci fu qualche problema di fiducia dovuto ad errate informazioni sulla volontà di resistere da parte dei norvegesi provenienti da fonti giornalistiche statunitensi.

## La resistenza armata
Sebbene la Norvegia non abbia visto grandi battaglie, a parte quelle di Narvik, furono effettuate numerose operazioni militari di sabotaggio ed incursione per attaccare le autorità naziste e contribuire allo sforzo bellico.
La Milorg fu all'inizio una piccola unità di sabotatori, e finì per costituire una vera e propria unità militare (con alcune decine di migliaia di componenti) al tempo della liberazione. La Kompani Linge fu un'unità di operazioni speciali formata ed addestrata in Inghilterra, che si specializzò in incursioni e combattimenti costieri. Un'altra unità speciale che operò sul territorio norvegese pur essendo addestrata e di base in Gran Bretagna fu il No. 10 (Inter-Allied) Commando, nel quale la No. 5 Norwegian Troop fu formata nell'agosto 1942 sotto il comando del capitano Rolv Hauge,e gli uomini della truppa presi dai rifugiati dopo le prime azioni di commando in Norvegia e dai marinai rifugiati in Gran Bretagna; il primo nucleo proveniva da due plotoni della compagnia montana della Norwegian Brigade. Insieme a membri del N. 12 Commando organizzarono alcune azioni verso la costa norvegese senza perdere uomini, mentre diversi morti norvegesi si ebbero durante azioni in Olanda (Walcheren e West Kapelle). Le unità scambiavano personale tra loro in base alle necessità operative, e queste azioni di disturbo contribuirono a tenere in Norvegia una consistente forza di occupazione distraendola da altri fronti.
Ci furono ripetute incursioni nelle Lofoten, Måløy ed in altre aree costiere, soprattutto da parte della stessa Kompani Linge.
Ricognitori norvegesi contribuirono alla distruzione di alcune corazzate tedesche, come la Bismarck e la Tirpitz. La Resistenza norvegese riuscì anche a far transitare clandestinamente gente da e per la Norvegia durante la guerra, attraverso la Svezia o verso le Shetland, su barche da pesca (chiamate Shetland bus).
Numerosi sabotatori, dei quali i più famosi sono Max Manus e Gunnar Sønsteby, distrussero navi e rifornimenti; a loro faceva riferimento il gruppo di Oslo (Oslogjengen, letteralmente gang di Oslo). Forse il loro maggior successo fu la distruzione dell'impianto di acqua pesante Norsk Hydro e delle relative riserve di acqua pesante a Vemork, ostacolando così il programma nucleare tedesco (il cosiddetto "raid del Telemark"). I tedeschi tentarono di soffocare le attività della resistenza uccidendo diversi norvegesi innocenti (uomini, donne, bambini) come vendetta ad ogni atto di sabotaggio. Probabilmente il peggior atto di rappresaglia fu l'assalto al villaggio di pescatori di Telavåg, nella primavera del 1942.
Significativa in tal senso anche la politica della "terra bruciata", attuata dai nazisti nella Norvegia settentrionale (in particolare nel Finnmark) quando le truppe tedesche si ritirarono, poco prima della liberazione.
Dopo l'iniziale comportamento in cui anche membri della Resistenza norvegese operanti in territorio svedese vennero arrestati e condannati al carcere, gli svedesi nell'estate 1943 iniziarono a modificare la propria politica; alcuni norvegesi tra i rifugiati (che in tutta la guerra furono 50000, ma molti di essi riuscirono a raggiungere paesi alleati) vennero addestrati in campi svedesi e formarono quella che nominalmente era una piccola forza di polizia, Rikspolitiet; in un secondo momento ne vennero mobilitati 13000 per formare la Reservepolitiet. Da tali campi, immediatamente dopo la liberazione, alcune migliaia di poliziotti norvegesi superarono il confine per riprendere il controllo dei centri urbani norvegesi.
La raccolta di informazioni sulla Norvegia occupata fu un'importante necessità strategica per le forze alleate, ed a questo scopo furono istituite diverse organizzazioni, delle quali la più grande ed efficiente fu quella chiamata XU. Fondata da Arvid Storsveen, era formata da studenti dell'Università di Oslo. È interessante il fatto che due dei suoi quattro capi fossero giovani donne, una delle quali era Anne-Sofie Østvedt.
Anche i tedeschi tentarono di usare norvegesi per raccogliere informazioni contro gli Alleati, ma come nel caso di John Moe e Tor Glad, questi si rivelarono partigiani norvegesi che, appena sbarcati in Scozia vicino al villaggio di Crovie, si misero a disposizione del SOE diventando agenti doppi; per un paio di anni essi fornirono informazioni false, compreso un finto tentativo di sbarco in Norvegia al posto di quella che fu l'operazione Torch in Nord Africa, in quella che fu l'operazione Solo-1; un ulteriore inganno, l'operazione Tindall, venne montato in occasione dello sbarco in Normandia; al ritorno Glad, che era stato internato per la sua scarsa integrazione con i britannici, venne ingiustamente accusato di tradimento mentre il ruolo di Moe non venne mai reso noto, e questi in seguito scrisse un libro sulla vicenda.

## Disobbedienza civile
Di minore importanza militare fu la distribuzione di giornali clandestini (spesso con notizie raccolte dai notiziari radio alleati; il possesso di apparecchi radio era illegale). Lo scopo era duplice: ribattere alla propaganda tedesca e mantenere nella popolazione un sentimento antinazista. È stato detto che combattere la stampa clandestina costò ai tedeschi molte più risorse degli effetti reali della stampa clandestina.
Infine ci fu il tentativo di mantenere un "fronte di ghiaccio" contro i soldati tedeschi. Ciò comportò, tra le altre cose, il non parlare mai ad un tedesco se si fosse potuto evitare (molti fingevano di non capire il tedesco, sebbene in realtà lo capissero in parecchi) e rifiutarsi di sedere accanto ad un tedesco nei trasporti pubblici. Questa ultima cosa fu così irritante per le autorità tedesche di occupazione, che divenne illegale stare in piedi se sull'autobus c'erano posti liberi a sedere.
Verso la fine della guerra, la Resistenza venne più allo scoperto, con rudimentali organizzazioni militari di base nelle foreste attorno alle città più grandi. Furono eliminati numerosi ufficiali nazisti e collaborazionisti, e tutti quelli che collaborarono con le autorità tedesche o di Quisling furono ostracizzati sia durante che dopo la guerra.
Un simbolo della resistenza norvegese fu applicarsi una graffa al bavero, un segno innocuo che fu ritenuto essere un'invenzione norvegese e che rappresentava l'unità contro l'occupazione.
Tutte queste attività sono ben illustrate nel Museo della Resistenza Norvegese, che ha sede nella Fortezza di Akershus ad Oslo; nel Museo di storia militare di Trondheim, e nel Museo di storia militare delle Isole Lofoten.